# 구리 광개토대왕비

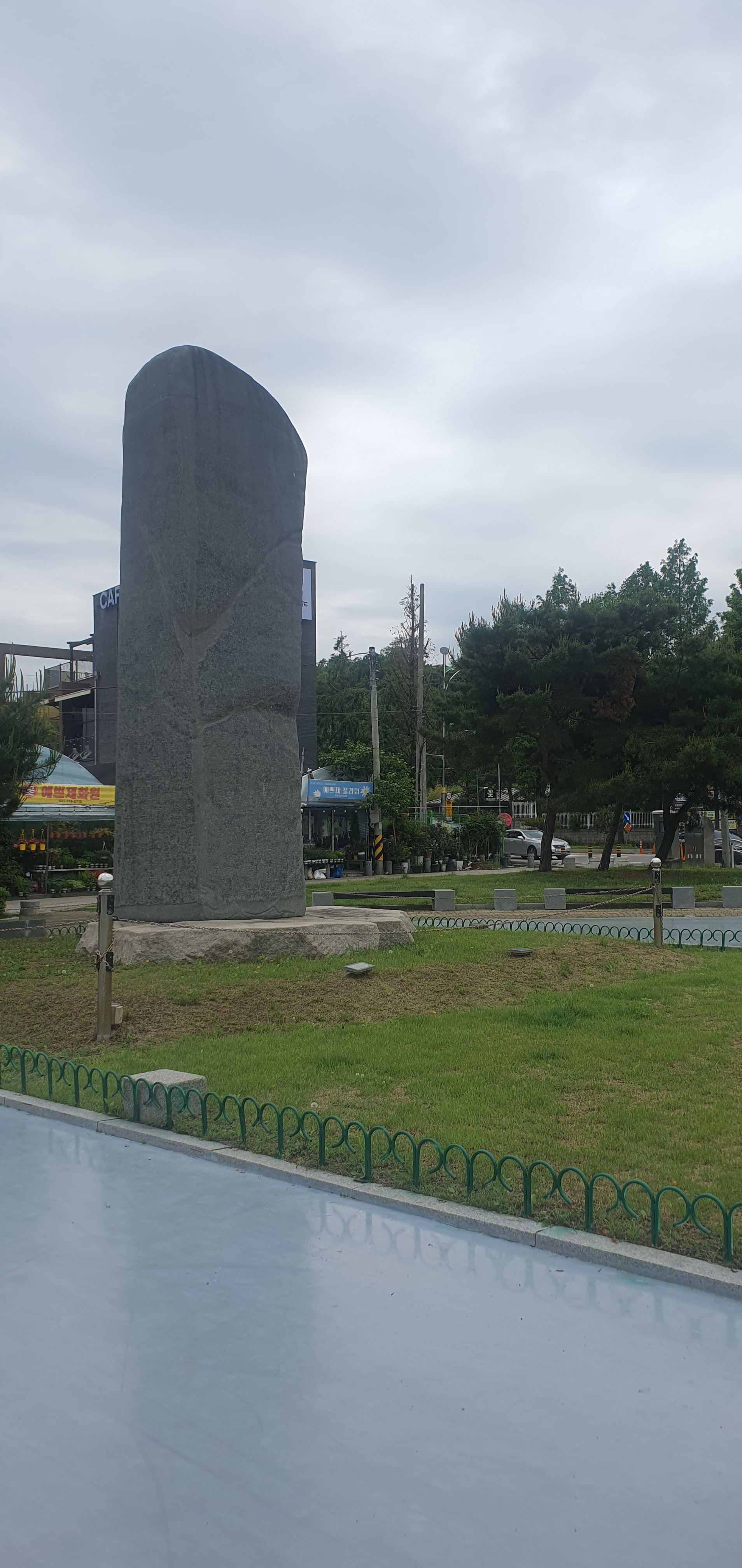
광개토대왕비

구리 광개토대왕비(廣開土王陵碑)는 대한민국 경기도 구리시 교문2동 광개토대왕광장에 있는 고구려 광개토대왕릉비를 구현한 복제비이다.

## 개요
경기도 구리시의 광개토대왕비 복제비는 광개토대왕릉비 원본을 그대로 재현하여 높이 6.39m, 너비 1.35∼2m의 크기를 가지고 있다. 엄기용 구리시 광개토대왕릉비 복제비 추진단장에 따르면 복제비를 만들기 위해서 건립 2년전 성분과 색깔이 광개토대왕릉비 원본과 일치한 진귀한 100t짜리 청오석(靑烏石)을 충남 보령에서 찾아냈으며 고증은 서영수 단국대 교수가 했고, 중요무형문화재 이재순 석장이 비신(碑身)을 깎았으며, 대왕릉비를 연구해 온 전홍규 한국금석문각자예술연구원장이 비문을 복원하여 새겨넣었다. 작업시간은 10개월 동안 하루 10시간씩 작업을 해 청오석에 모두 1775일이 소요됐다.